# اتاق‌چی تاخنالی
اتاق‌چی تاخنالی (به لاتین: Otakhchi-Takhnali) یک منطقه مسکونی در جمهوری آذربایجان است که در شهرستان شمکور واقع شده است.